# Apaši (Sjeverna Amerika)
Apaši (engleski: Apache) jedan su od najznačajnijih naroda velike atapaskanske etnolingvističke porodice na području američkog jugozapada.

## Skupine
Apaši se dijele na dvije glavne geografske grupe, Western (Zapadni) i Eastern (Istočni) Apaši. U grupu Zapadnih Apaša nazivanih i Coyotero spadaju plemena:
- San Carlos Apache, koji se dalje dijele na bande Apache Peaks, Arivaipa (Aravaipa), Pinal i San Carlos vlastiti. Ovo pleme naseljeno je danas na rezervatu San Carlos u Arizoni.
- White Mountain Apaši (Bjelobrdski Apaši), nastanjeni su na rezervatu Fort Apache ili White Mountain, također u Arizoni.
- Cibecue Apaši nekada u području Cibecue, Carrizo i Canyon Creek, a danas žive na rezervatu Fort Apache.
- Pleme Tonto nastanjeno je također u Arizoni na rezervatu Tonto Apache. Ove Indijance neki dijele na dva Tonto plemena, odnosno na Northern i Southern Tonto.

Sva ova apaška plemena kolektivno su nazivana i San Carlos Apaši.  
Druga velika grana Apaša su Istočni Apaši sada nastanjeni na rezervatima u Novom Meksiku i Oklahomi. To su Jicarilla na rezervatu Jicarilla Apache; Mescalero na rezervatu Mescalero Apache; Lipan Indijanci iz zapadnog Texasa, njihovih potomaka valjda još ima na rezervatu Mescalero Apache ali gube svoj identitet. Lipana ili njihovih potomaka još ima u Texasu, jezik im je izumro. 
Pleme Kiowa Apache, ranije nazivani Cataka, od povijesnih vremena žive udruženi s Kiowa Indijancima. Zajedno s njima su lutali i logorovali i danas zajedno žive u Oklahomi. Svoj su jezik Kiowa Apaši ipak sačuvali i nisu preuzeli jezik kiowa. Unutar Kiowa-zajednice nazivani su imenom Semat.
Pleme Chiricahua, vodilo se pod Zapadne Apaše, nakon ratova protiv bijelaca koje je vodio Geronimo deportirani su na područje Floride gdje su mnogi pomrli. Nakon desetak godina dozvoljen im je povratak na Zapad, pa su danas nastanjeni u Oklahomi i u rezervatu Mescalero u New Mexicu.
Najbliži srodnici Apaša su Navaho Indijanci, prema njihovoj tradiciji Apaši i Navaho bili su nekada jedan narod koji se kasnije podijelio. Jezik Navaho Indijanaca vodi se u južnu Athapaskansku skupinu i pripada apaškim jezicima. Srodstvo s njima su vjerojatno imali i nestala plemena Jano, Jocome i veoma agresivni Toboso Indijanci iz sjevernog Meksika. Ova plemena su nestala, i uglavnom ih svrstavaju u porodicu Athapaskan.

## Etimologija
Ime Apache preuzeto je iz naziva naroda Zunji, àpachu, "neprijatelji", oni pak sami sebe nazivaju Inde ili N'de, »ljudi«. 

## Područje
Domovina Apaša, danas dio rezervata, veliko je područje u današnjim državama Novi Meksiko, Arizona, zapadnom Teksasu i jugoistočnom Coloradu. Često su prodirali u sjeverni Meksiko.

## Povijest
Za Athapaske se kaže da im je postojbina zapadna Kanada i Aljaska odakle su se širili na jug. Dio njih, današnji Pacifički ili Središnji Athapaski, naselili su se u području jugozapadnog Washingtona, jugozapadnog Oregona i sjeverozapadne Kalifornije. Dio je nastavio put na jug gdje ih Coronadova ekspedicija prvi puta susreće 1540. godine. Ońate ih prvi puta naziva Apašima 1598. Mooney je (1928.) procijenio da ih je 1600. godine moglo biti oko 5000. Dolaskom Španjolaca njihova povijest prepuna je krvavih sukoba i ratova, isprva sa Španjolcima a kasnije (sredinom 19. stoljeća) i s Amerikancima. Za to vrijeme Apaši su dali niz proslavljenih poglavica, Cochise, Geronimo, Mangas Coloradas i Victorio, jedni su od najpoznatijih.
Ratovi s Apašima završili su pred kraj 19. stoljeća. U kolovozu 1886. Geronimo i njegovi Chiricahua i Mimbreño Apaši (njih 340) poslani su u Fort Marion, na Floridi, gdje je veliki dio njih pomro. U listopadu 1894. preostalih 296 članova s Geronimom vratilo se u Oklahomu u Fort Sill, gdje su još vođeni kao ratni zarobljenici. Tu je Geronimo umro od pneumonije 1909. godine u dobi od 80 godina. Chiricahue u Fort Sillu, uključujući i one rođene u Floridi i Oklahomi, nakon Geronimovog zarobljavanja vođeni su kao ratni zarobljenici sve do njihovog službenog oslobađanja 1913. Te godine njih 87 dobilo je zemlju u Oklahomi. Dio Chiricahua, kasnije se vratio u New Mexico, gdje još žive na Mescalero rezervatu, a dio je ostao živjeti u Oklahomi s plemenima Kiowa i Kiowa Apache.

## Kultura, život i običaji
Apaši su bili nomadi, lovci i sakupljači, organizirani po malenim bandama koje su se bavile lovom i sakupljanjem, značajan dio prihoda potjecao je i od pljački susjednih Pueblo plemena a kasnije i španjolskih naseljenika. Nešto obrade zemlje nalazimo kod Zapadnih Apaša. Dobivši konje od Španjolaca postali su veoma vješti jahači i još opasniji ratnici. Klasična nastamba bio je jednostavan zaklon od granja i grmlja, takav zaklon naziva se 'wickiup', javlja se kod Chiricahua. Drugi Apaši gradili su kolibe oblika kupole s kosturom od topolinog drveta (cottonwood; Populus deltoides), prekrivene travom, one su nazivane kowa. Njihovi rođaci Navaho imali su veće nastambe, poznate kao hogan. Društvo je bilo matrilinearno i matrilokalno kao i u Hopija i Navaha. Odjeća Apaša bila je od jelenje kože za muškarce i žene. Kod muškaraca sastojala se od košulje, nogavica (eng. leggings), obaveznih pregača i visokih mokasina (eng. moccasins). Jelenje kape s atraktivnim simbolima također su se nosile. Žene su nosile suknje od jelenje kože i visoke mokasine od istog materijala. Hranu Apaši uglavnom dobivaju lovom. Lovili su jelene, medvjede, divlje purane (Puebli su ih uzgajali), zečeve, planinske lavove, i drugu divljač, kod nekih prerijskih Apaša bilo je i lova na bizone. Ribu Apaši nisu lovili ni jeli.

## Populacija
Prema podatcima iz 2010. godine, danas je živo oko 100 000 pripadnika naroda, a većina prihoda dolazi od turizma, poljoprivrede i kockarnica.

### Poznati Apaši
- David Jet Black Horse, modni dizajner

## Galerija
- Apaška djeca, 1880.
- Apaška koliba od slame.
- Apaška beba
- Cibecue, naselje Cibecue Apaša
- Rick Renzi s dvije Apaškinje iz plemena San Carlos.
- Apaškinja Mary Kim Titla u odjeći od jelenske kože
- Essa-queta, poglavica plemena Kiowa Apache
- Mescalero Apaš.
- Apaška mladenka.
- Apaš na jutarnjem umivanju
- Djevojčica iz plemena Jicarilla.
- Žena iz plemena Jicarilla
- Apaš Nana

## Vanjske poveznice
- Foto galerija
- Apache  Arhivirana inačica izvorne stranice od 27. travnja 2006. (Wayback Machine)
- Apache  Arhivirana inačica izvorne stranice od 26. travnja 2006. (Wayback Machine)
- Apache Nation
- The Texas Apaches| Athapaskan :: Apache                                       | Athapaskan :: Apache |
| ---------------------------------------------------------- | -------------------- |
|                                                            |                      |
| Chiricahua • Jicarilla • Lipan • Mescalero • Zapadni Apači |                      |